# Верхоляни-2
Верхоляни-2 (рос. Верхоляне-2) — присілок в Гдовському районі Псковської області Російської Федерації.
Населення становить 52 особи. Входить до складу муніципального утворення Муніципальне утворення Гдов.

## Історія
Від 2005 року входить до складу муніципального утворення Муніципальне утворення Гдов.

## Населення
| 2001 | 2002 | 2010 |
| ---- | ---- | ---- |
| 95   | ↘59  | ↘52  |